# Skin (ER)
Skin is de tiende aflevering van het elfde seizoen van de televisieserie ER, die voor het eerst werd uitgezonden op 13 januari 2005.

## Verhaal
Dr. Lockhart wordt tijdens een rookpauze onder dwang van een vuurwapen meegenomen in een voorbijrijdende auto. In de auto bevinden zich twee bendeleden die dr. Lockhart dwingen om de zwaar gewonde leider van de bende te behandelen die achter in de auto ligt. Hij is echter te zwaar gewond en sterft onder de handen van dr. Lockhart. Zij is bang dat zij hiervoor vermoord wordt, maar wordt tot haar verrassing teruggebracht naar het ziekenhuis.
Dr. Lewis krijgt van het management te horen dat het waarderingscijfer veel te laag is, als zij hier iets aan wil doen stuit zij al snel op verzet van het personeel. Zij probeert samen met dr. Kovac de moraal op te vijzelen, zij komen er al snel achter dat dit makkelijker is gezegd dan gedaan.
Dr. Barnett behandelt een vrouw die al snel een andere dokter wil, dit omdat dr. Barnett niet zichzelf is.

## Rolverdeling

### Hoofdrollen
- Noah Wyle - Dr. John Carter
- Maura Tierney - Dr. Abby Lockhart
- Mekhi Phifer - Dr. Gregory Pratt
- Goran Višnjić - Dr. Luka Kovac
- Sherry Stringfield - Dr. Susan Lewis
- Parminder Nagra - Dr. Neela Rasgrota
- Shane West - Dr. Ray Barnett
- Laura Innes - Dr. Kerry Weaver
- Linda Cardellini - verpleegster Samantha 'Sam' Taggart
- Yvette Freeman - verpleegster Haleh Adams
- Deezer D - verpleger Malik McGrath
- Pamela Sinha - verpleegster Amira
- Brian Lester - ambulancemedewerker Brian Dumar
- Mädchen Amick - Wendall Meade
- Sara Gilbert - Jane Figler
- Giovannie Espiritu - medisch studente Ludlow
- Abraham Benrubi - Jerry Markovic

### Gastrollen (selectie)
- Angelo Tiffe - Tom Putnam
- Alexandra Billings - Ms. Mitchell
- Charles Duckworth - Mikey
- Kendre Berry - Little C
- Edwin 'EdVanz'd' Morrow - CJ
- Columbus Short - Loose
- Daniel Farber - Griffin